# Reefer Madness
Reefer Madness (có tên gốc là Tell Your Children, đôi khi có tựa là The Burning Question, Dope Addict, Doped Youth và Love Madness) là một bộ phim điện ảnh tuyên truyền về ma túy của Mỹ công chiếu năm 1936, xoay quanh các sự kiện tâm lý tình cảm xảy ra khi học sinh trung học bị dụ dỗ thử cần sa -- sau khi thử cần sa, họ bị nghiện, cuối cùng làm họ dính vào nhiều tội ác khác nhau như tai nạn đâm và chạy, ngộ sát, giết người, âm mưu giết người và hãm hiếp. Trong khi tất cả những chuyện này đang xảy ra, họ bị ảo giác, rơi vào trạng thái khùng điên, liên kết với tội phạm có tổ chức và tự sát (trong trường hợp của một nhân vật). Phim do Louis J. Gasnier làm đạo diễn và có sự góp mặt của dàn diễn viên chủ yếu là những diễn viên ít tên tuổi.
Với vốn tài trợ gốc từ một nhóm giáo phái, bộ phim với tên ban đầu là Tell Your Children dự kiến chiếu cho các bậc phụ huynh xem như một câu chuyện đạo đức cố dạy họ về mối nguy hiểm của sử dụng cần sa. Ngay sau khi bộ phim được ghi hình, tác phẩm được nhà sản xuất Dwain Esper mua lại, ông này cắt ngắn bộ phim để phân phối trên mạch phim khai thác sở thích thô tục, đồng thời thoát khỏi kiểm duyệt dưới chiêu bài hướng dẫn đạo đức, bắt đầu từ năm 1938–1939 đến các thập niên 1940 và 1950.
Bộ phim được "tái khám phá" vào đầu thập niên 1970 và gây nên sức sống mới dưới dạng vô ý châm biến giữa những người ủng hộ cải cách chính sách cần sa. Các nhà phê bình gọi đây là một trong những bộ phim dở nhất từng được làm ra và thu hút được một lượng tín đồ hâm mộ trong nền văn hóa cần sa. Ngày nay, phim thuộc phạm vi công cộng ở Hoa Kỳ.

## Cốt truyện
Mae Coleman và Jack Perry là một cặp đôi sống thử bán cần sa. Jack vô đạo đức bán ma túy cho thanh thiếu niên trước sự phản đối của Mae; cô ấy thà bán cho khách hàng trưởng thành hơn. Ralph Wiley, một sinh viên ác cảm bẩm sinh đã bỏ đại học để trở thành người buôn ma tuý, và cô đào quyến rũ Blanche giúp Jack tìm khách hàng mới. Ralph và Jack dụ học sinh trung học Bill Harper và sinh viên đại học Jimmy Lane đến căn hộ của Mae và Jack. Jimmy đưa Bill đến một bữa tiệc nơi Jack hết thuốc còn Jimmy lấy ô tô của mình để chở anh ta đi lấy thêm. Khi họ đến "trụ sở" của ông chủ Jack, Jimmy xin một điếu thuốc khi Jack ra ngoài và ông đưa cho anh ta một điếu. Vào thời điểm Jack trở lại, Jimmy đã vô tình lên cơn phê; anh ta lái xe liều lĩnh và tông vào một người đi bộ. Vài hôm sau, Jack kể với Jimmy rằng người đàn ông đã chết vì vết thương hôm nọ và đồng ý gạch tên Jimmy khỏi vụ án - nếu Jimmy nhất trí "quên rằng anh từng ở trong căn hộ của Mae." Vì cảnh sát không có đủ chi tiết cụ thể để lần ra Jimmy nên anh ta thực sự thoát tội.

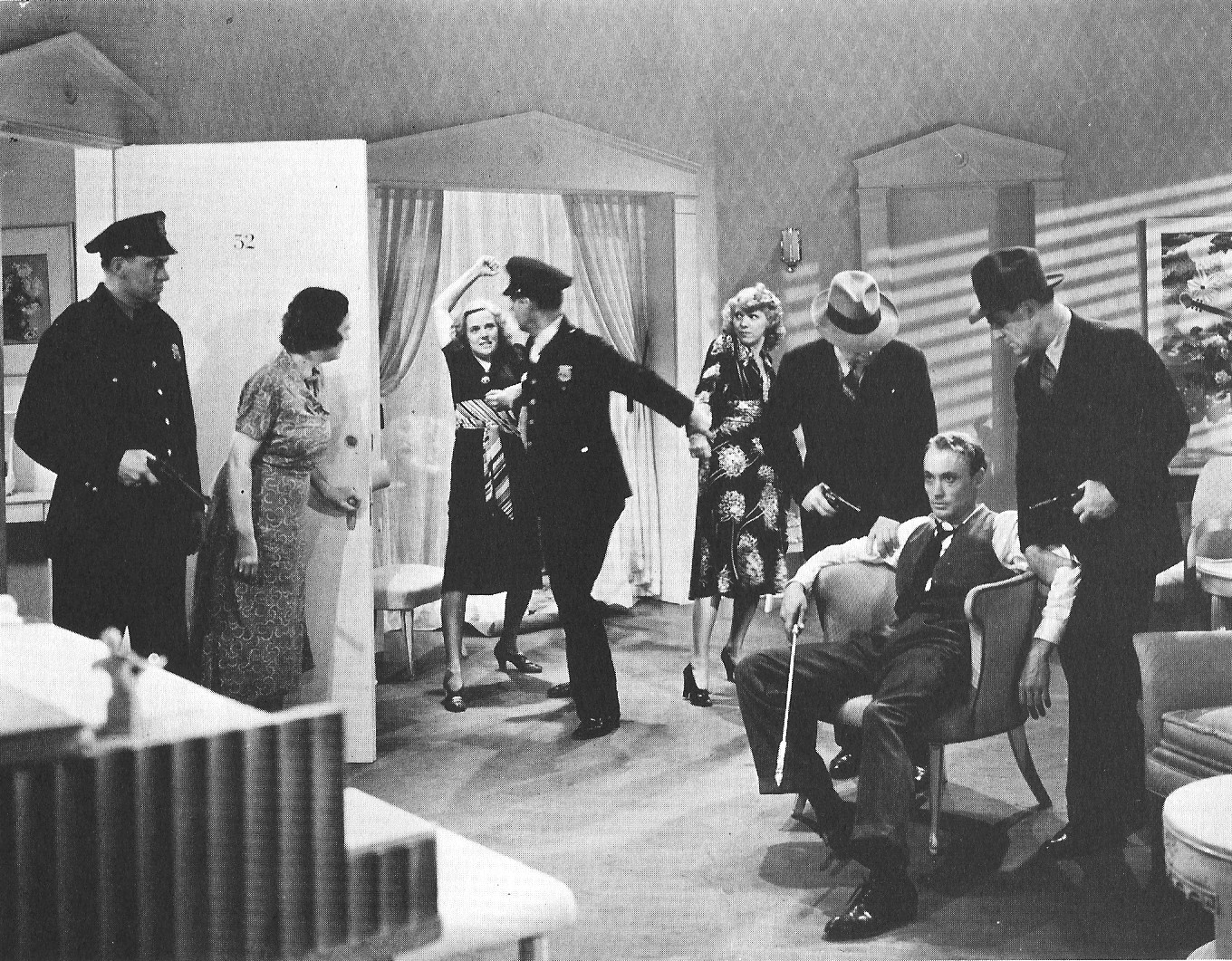
Ralph bị bắt vì tội giết Jack.

Bill (từng có thành tích xuất sắc một thời ở trường) nhanh chóng sa sút, có cảm tình với Blanche khi đang phê. Mary (em gái của Jimmy và bạn gái của Bill) đến căn hộ của Mae để tìm Jimmy và nhận một điếu thuốc từ Ralph vì nghĩ rằng đó là một điếu thuốc thông thường. Khi cô từ chối đề nghị của Ralph, anh ta cố cưỡng hiếp cô. Bill bước ra khỏi phòng ngủ và vẫn còn phê, ảo giác rằng Mary sẵn sàng hiến thân cho Ralph và tấn công anh ta. Khi cả hai đánh lộn, Jack đánh Bill bất tỉnh bằng báng súng của anh ta, khẩu súng này vô tình bật cò bắn chết Mary. Jack đặt khẩu súng vào tay Bill, đổ lỗi cho anh về cái chết của Mary bằng cách khai rằng anh ta bất tỉnh. Những con buôn thuốc nằm im một lúc ở căn hộ của Blanche trong khi phiên tòa xét xử Bill diễn ra. Trước sự phản đối của một bồi thẩm viên hoài nghi, Bill bị kết tội.
Giờ đây, Ralph bị hoang tưởng vì cả cần sa lẫn lương tâm cắn rứt của mình. Blanche cũng phê; tại một thời điểm đáng nhớ, cô chơi đàn dương cầm ngày càng nhanh hơn khi Ralph kích thích cô ấy. Ông chủ bảo Jack bắn Ralph để ngăn anh ta thú nhận, nhưng khi Jack đến, Ralph ngay lập tức nhận ra mối đe dọa và dùng gậy đánh anh đến chết khi Blanche không khống chế được mà cười trong nỗi kinh sợ. Cảnh sát bắt giữ Ralph, Mae và Blanche. Lời thú nhận của Mae dẫn làm ông chủ và các thành viên khác của băng cũng bị bắt. Blanche giải thích rằng Bill vô tội và đồng ý làm nhân chứng quan trọng cho vụ án chống lại Ralph, nhưng thay vào đó, cô nhảy ra khỏi cửa sổ và rơi xuống đất, bị tổn thương bởi hành vi ngoại tình của chính mình và nguyên nhân gây cái chết của Mary. Lời kết tội của Bill bị lật ngược, và Ralph (hiện gần như bị căng trương lực) được gửi đến một viện dành cho những tội phạm mất trí trong phần đời còn lại của anh ta.

## Phân vai
- Dorothy Short vai Mary Lane
- Kenneth Craig vai Bill Harper
- Lillian Miles vai Blanche
- Dave O'Brien vai Ralph Wiley
- Thelma White vai Mae Coleman
- Carleton Young vai Jack Perry
- Warren McCollum vai Jimmy Lane
- Pat Royale vai Agnes
- Josef Forte vai Tiến sĩ Alfred Carroll
- Harry Harvey Jr. vai Junior Harper
- Richard Alexander vai Pete Daly, Pusher (không đề tên)
- Lester Dorr vai Joe – Bartender (không đề tên)
- Edward LeSaint vai Thẩm phát (không đề tên)
- Forrest Taylor vai Luật sư của Blanche (không đề tên)

## Sản xuất và lịch sử ra đời

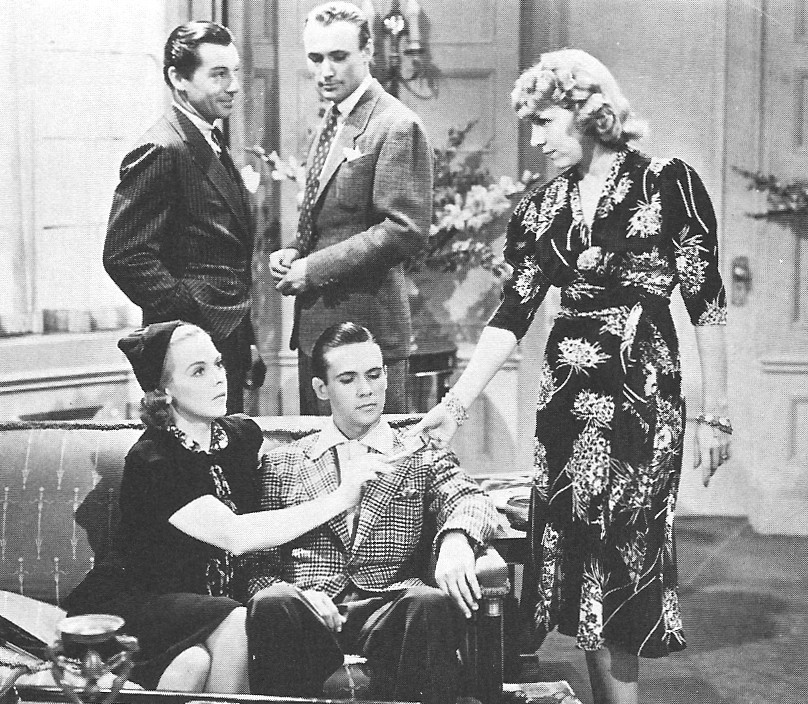
"Nếu bạn muốn có một điếu thuốc tốt, hãy thử một trong số này."

Vào năm 1936 hoặc 1938, Tell Your Children được một nhóm giáo phái tài trợ và thực hiện và dự định cho các bậc phụ huynh xem như một câu chuyện đạo đức cố gắng dạy họ về mối nguy hiểm của sử dụng cần sa. Ban đầu phim được sản xuất bởi George Hirliman; tuy nhiên, một thời gian sau khi làm bộ phim, tác phẩm được nhà làm phim khai thác Dwain Esper mua lại rồi chèn những cảnh nóng. Năm 1938 hoặc 1939, Esper bắt đầu phân phối phim trên mạch khai thác, ban đầu tác phẩm được phát hành ở ít nhất bốn vùng lãnh thổ, mỗi vùng có tựa riêng cho bộ phim: vùng lãnh thổ đầu tiên chiếu bộ phim đó là miền Nam, nơi bộ phim có tên Tell Your Children (1938 hoặc 1939). Ở phía tây Denver, Colorado, bộ phim thường được biết đến với cái tên Doped Youth (1940). Ở New England, tựa phim là Reefer Madness (1940 hoặc 1947), trong khi ở lãnh thổ Pennsylvania/Tây Virginia, phim có tên là The Burning Question (1940). Sau đó, tác phẩm được trình chiếu trên toàn quốc ở thập niên 1940 với nhiều tựa khác nhau và sau cùng Albert Dezel của Detroit đã mua toàn bộ bản quyềnvào năm 1951 để sử dụng trong các buổi chiếu trình diễn trong suốt thập niên 1950.
Những bộ phim khai thác-giáo dục như vậy rất phổ biến trong những năm sau khi áp dụng phiên bản Bộ luật sản xuất nghiêm ngặt hơn vào năm 1934. Các bộ phim khác bao gồm Marihuana (1936) trước đó của chính Esper, Assassin of Youth (1937) của Elmer Clifton và đề tài cần sa đặc biệt phổ biến trong chứng cuồng loạn xung quanh Đạo luật thuế cần sa năm 1937 của Anslinger, một năm sau khi trình chiếu Reefer Madness.

## Tình trạng bảo quản và bản quyền
Khái niệm phim thị trường hậu phát hành trong phân phối phim vẫn chưa được phát triển, đặc biệt là đối với những bộ phim tồn tại ngoài giới hạn của hệ thống xưởng phim, do đó bị xem là "trái cấm". Vì lý do này, cả Esper lẫn nhà sản xuất gốc George Hirliman đều không bận tâm bảo vệ bản quyền của bộ phim; do đó, tác phẩm có một thông báo bản quyền không phù hợp làm mất hiệu lực bản quyền. Hơn 30 năm sau, vào mùa xuân năm 1972, nhà sáng lập NORML, Keith Stroup đã tìm thấy một bản sao của bộ phim trong kho lưu trữ của Thư viện Quốc hội và mua một bản in với giá 297 đô la Mỹ. Như một phần của chiến dịch gây quỹ, NORML đã chiếu Reefer Madness ở các trường đại học trên và dưới California, đề nghị quyên góp 1 đô la Mỹ phí mua vé và quyên góp được 16.000 đô la Mỹ (tương đương $112.000 năm 2022) để ủng hộ Sáng kiến Cần sa California, một nhóm chính trị tìm cách hợp pháp hóa cần sa trong cuộc bầu cử mùa thu năm 1972. Sau cùng Robert Shaye của New Line Cinema nghe nói về tác phẩm thành công ngầm và đến xem phim tại rạp chiếu Bleecker Street. Ông nhận thấy bộ phim có thông báo bản quyền không phù hợp và nhận ra rằng nó thuộc phạm vi công cộng. Khi tìm kiếm tài liệu cho mạch đại học của New Line, ông đã có thể lấy được một bản sao gốc từ một nhà sưu tập và bắt đầu phân phối bộ phim trên toàn quốc, "kiếm nhiều tiền New Line."
Năm 2004, Legend Films đã phục chế và in màu một bản in của phim, dùng cách phối màu phi thực tế có chủ ý nhằm tăng thêm tính hài hước camp cho bộ phim. Khói từ "cần sa" được tạo ra có màu xanh lá cây, xanh lam, cam và tím, màu khói của mỗi người thể hiện tâm trạng của họ và "mức độ 'nghiện' khác nhau". Film Freak Central phê phán việc in màu, viết rằng các lựa chọn màu sắc sẽ phù hợp hơn với một bộ phim về LSD hơn là một bộ phim về cần sa.
Năm 2020, Thư viện Quốc hội Mỹ cho ra bản phục chế thứ hai ở định dạng 4K từ các đoạn phim 35 mm gốc.

## Đón nhận và di sản
Reefer Madness được coi là một tác phẩm tín đồ và là một trong những ví dụ phổ biến nhất về phim chiếu nửa đêm. Người hâm mộ tác phẩm thưởng thức bộ phim vì cùng giá trị sản xuất camp vô ý đã làm phim thành công vào thập niên 1970.
Trang web tổng hợp đánh giá Rotten Tomatoes thống kê tỷ lệ tán dương là 39% với điểm trung bình là 4,4/10 dựa trên 26 bài đánh giá. Mặt khác, Metacritic chấm phim điểm 70 trên 100, dựa trên 4 nhà phê bình, cho thấy "các bài đánh nhìn chung là ổn".
Los Angeles Times nhận xét rằng Reefer Madness là bộ phim đầu tiên mà cả thế hệ coi là "dở nhất". Leonard Maltin gọi phim là "ông cố của tất cả những phim 'dở nhất'." Las Vegas CityLife ghi danh phim là "dở thứ hai từ trước đến nay" sau Plan 9 from Outer Space, còn AMC mô tả tác phẩm là "một trong những bộ phim dở nhất từng được làm ra."

### Chuyển thể
Bài hát "Reefer Madness" của ban nhạc space rock Hawkwind có mặt trong album Astounding Sounds, Amazing Music của họ ra mắt vào năm 1976.
Bản chuyển thể sân khấu năm 1992 của Sean Abley lần đầu tiên được công diễn tại Chicago.
Bản đĩa DVD in màu có phần bình luận audio hài hước của nhà văn, nghệ sĩ hài và diễn viên Michael J. Nelson của Mystery Science Theater 3000 và RiffTrax (sau này Mike tham gia cùng Kevin Murphy và Bill Corbett trong các phiên bản trực tiếp và phòng thu).